# Enno von Loewenstern
Enno Yan Peter von Loewenstern (* 18. November 1928 in Riga, Lettland; † 8. April 1993 in Bonn) war ein konservativer deutscher Journalist deutschbaltischer Herkunft.

## Leben
Enno von Loewenstern entstammte dem livländischen Zweig des deutschbaltischen Adelsgeschlechts von Löwenstern. Der Journalist und Spiegel-Redakteur Otto von Loewenstern (1924–1975) war sein älterer Bruder, der Journalist Robert von Loewenstern (* 1961) ist sein Sohn.
Die Geschwister wuchsen in Riga auf, bis die Familie 1939 in Folge des Hitler-Stalin-Pakts in den Warthegau umgesiedelt wurde und 1945 nach Bayern flüchtete. Nach dem Jura-Studium an der Universität München arbeitete Enno von Loewenstern als Journalist, zunächst in Bayern, in Deggendorf, in Passau bei der Passauer Neuen Presse und in München beim Münchner Merkur. Ab 1972 war er beim Axel-Springer-Verlag in Hamburg tätig. Bei der Zeitung Die Welt, damals in Bonn, wurde er verantwortlicher Redakteur für die Meinungsseite und stellvertretender Chefredakteur.
Die Wochenzeitung Die Zeit nannte ihn 1988 in einer Glosse den „rechtesten Rechtsaußen der rechten Welt“. In einem Beitrag im Nachrichtenmagazin Focus kurz nach Loewensterns Tod 1993 bezeichnete ihn Moritz Müller-Wirth als „sprachvirtuosen Rechtsausleger auf der Meinungsseite“ und urteilte bezüglich Loewensterns Rolle für die Welt, ihm sei es „über Jahre gelungen, eine ultrakonservative Gemeinde an das Blatt zu binden“. Peter Philipps stellte hingegen in der Welt 1995 heraus, dass Loewenstern in der Barschel-Affäre bereits wenige Tage nach dem Tod des CDU-Ministerpräsidenten von Schleswig-Holstein, Uwe Barschel, 1987 den Verdacht einer Verwicklung der SPD in die Affäre geäußert habe. Dies brachte Loewenstern hasserfüllte Angriffe und ehrabschneidende Beschimpfungen aus dem inkriminierten politischen Lager ein, erwies sich mehrere Jahre später jedoch als zutreffend.

## Tischtennis
Enno von Loewenstern spielte Tischtennis. Von Mitte der 1950er bis in die 1960er Jahre spielte er im Verein TTC Fortuna Passau, später war er bei Lülsdorf-Rheidt und beim CTTF Bonn aktiv. Von 1980 bis 1983 war er dreimal in Folge Westdeutscher Meister im Einzel der Seniorenklasse 50. Bei den Deutschen Seniorenmeisterschaften 1982 wurde er in der Altersklasse Ü50 zusammen mit Helmut Schneider Zweiter im Doppel. Von 1981 bis 1984 schrieb er regelmäßig Beiträge in der Tischtennis-Zeitschrift DTS.

## Schriften
- Der Blitzableiter: Heiteres aus dem Gerichtssaal. Passau: Neue-Presse-Verlag 1993, ISBN 3-924484-68-6.
- (mit Alfred Jüttner und Dieter Blumenwitz): Die Deutsche Frage: grundsätzlich Probleme und aktuelle Aspekte; Bericht des Deutschlandseminars der Hochschule für Politik München vom 3. – 5. Oktober 1982 in Kooperation mit der Bayerischen Landeszentrale für Politische Bildungsarbeit. München: Bayerische Landeszentrale für Politische Bildungsarbeit 1983
- (als Übersetzer) Robert Conquest: Ernte des Todes: Stalins Holocaust in der Ukraine 1929–1933. [Aus d. Engl. Enno v. Löwenstern] München: Langen Müller 1988, ISBN 3-7844-2169-5.